# Терентеево (Угранский район)
Терентеево — деревня в Угранском районе Смоленской области России. Входит в состав Холмовского сельского поселения. По состоянию на 2007 год постоянного населения не имеет. 
Расположена в юго-восточной части области в 44 км к юго-западу от Угры, в 20 км западнее автодороги Знаменка-Спас-Деменск. В 10 км южнее деревни расположена железнодорожная станция О.п. 475-й км на линии Смоленск — Сухиничи. 

## История
В годы Великой Отечественной войны деревня была оккупирована гитлеровскими войсками в октябре 1941 года, освобождена в марте 1943 года.